# ستيفن جيرارد
ستيفن جورج جيرارد (بالإنجليزية: Steven George Gerrard) (ولد 30 مايو 1980 في ويستون، ميرسيسايد، إنجلترا) مدرب كرة قدم إنجليزي، لاعب كرة قدم سابق وقائد نادي ليفربول السابق الذي يلعب في الدوري الإنجليزي الممتاز. لعب 112 مباراة دولية مع منتخب إنجلترا لكرة القدم، وتولى منصب المدير الفني لأكاديمية نادي ليفربول. حيث درب نادي الاتفاق في دوري المحترفين السعودي. في الرابع من مايو عام 2018 أعلن نادي جلاسجو رينجرز الأسكتلندي رسمياً تعاقده مع ستيفن جيرارد ليتولى تدريب الفريق، وفي نوفمبر 2021 أعلن نادي استون فيلا التعاقد مع جيرارد لتدريب الفريق بعد مسيره مميزه مع رينجرزوفي يوليو 2023 تولى تدريب نادي الاتفاق السعودي بعقد حتى الـ30 من يونيو 2027.ولكن أُنهي عقده بالتراضي في الـ30 من يناير 2025.[7]
لعب في مركز خط الوسط، وبرع في اللعب في المحور، والجناح، وفي الوسط، وخلف المهاجمين، يملك قدرات كبيرة تتمثل في التسديد القوي والسريع ودقة التمرير، كما أنه بأمكانه تسجيل الكرات العرضية، والرأسية كالتي سجلها في نهائي دوري أبطال أوروبا في موسم 2005 بين ليفربول والميلان بعد أن كان ليفربول متأخرا بثلاثة أهدافٍ للاشيء استطاع أن يقلب المباراة لصالحه.
قضى معظم مسيرته في ليفربول حيث لعب لأول مرة كأساسي عام 1998، وعزز مكانه في الفريق الأول وذلك في موسم 2000-01 خلفاً ل سامي هيبيا المصاب، وفي موسم 2003 أعطاه هولييه شارة كابتن القائد.
حقق مع ليفربول العديد من الألقاب منها مرتين كأس الاتحاد الإنجليزي، ومرة الدرع الخيرية، وكأس الاتحاد الأوروبي ودوري أبطال أوروبا في 2005 وجاء جيرارد ثالثاً في التصويت الذي أجراه الاتحاد الأوروبي لجائزة الكرة الذهبية التي تعطى لأفضل لاعب في أوروبا.
خاض جيرارد أولى مبارياته الدولية مع المنتخب الإنجليزي في العام 2000، مثل منتخب بلاده في نهائيات كأس الأمم الأوروبية وموسم 2004 وكأس العالم عام 2006 حيث كان هداف الفريق برصيد هدفين، وهو القائد الأول لمنتخب إنجلترا وقاد بلاده إلى نهائيات كأس العالم عام 2010 وأيضا في بطولة أمم أوروبا 2012.
يعتبر جيرارد واحداً من أفضل اللاعبين في أوروبا وإنجلترا والعالم وجاء كأفضل لاعب في ليفربول من بين 100 لاعب بعد كيني دالغليش وذلك في استفتاء أجراه جماهير الكوب، أعجب زين الدين زيدان كثيراً بقدرات جيرارد وأثنى على قائد الحمر في تصريحٍ له في العام 2009 قائلاً أنه يراه أحد أفضل اللاعبين في العالم.

## البداية
ولد ستيفن جيرارد في قرية ويستون، ميزسيسايد في المملكة المتحدة، بدأ اللعب مع فريق قريته ويستون جونيورز، حيث شاهده مجموعة من معجبي فريق ليفربول. التحق بأكاديمية ليفربول في سن التاسعة. في طفولته كان هناك العديد من أبطال كرة القدم مثل جون بارنس وإيان راش وبول غاسكوين.
على الرغم من أنه ليس كاثوليكيًا، التحق جيرارد بمدرسة الكاردينال هاينان الكاثوليكية الثانوية بناءً على توصية من معلمته في المدرسة الابتدائية، التي كان زوجها مدرسًا للتربية البدنية هناك، نظرًا لسمعة المدرسة المتفوقة في كرة القدم على العديد من المدارس المحلية. خاض جيرارد تجارب مع أندية مختلفة في الرابعة عشرة من عمره، لكن نجاحه لم يكن سريعًا ولم يستطع الانضمام إلى أي فريق من فرق التلاميذ في إنجلترا. ذكر جيرارد في مذكراته التي نشرها عام 2006 أن نادي مانشستر يونايتد كان يضغط على ناديه ليفربول بعدما انبهروا بقدراته العالية ومستوياته الراقية في كرة القدم مما دفع ليفربول بالتعاقد معه بشكل فعلي، ووقع أول عقد احترافي له مع ليفربول في 5 نوفمبر 1997.

## البدايات مع ليفربول (1998-2003)

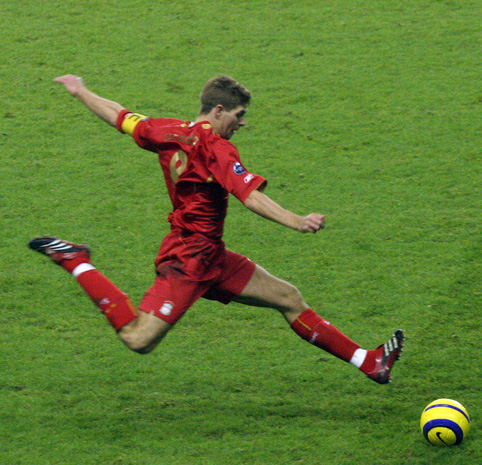
ستيفن جيرارد مع نادي ليفربول

بدأ جيرارد اللعب بشكلٍ فعلي مع ليفربول في مباراة بلاكبيرن روفرز وذلك في 29 تشرين الثاني كبديل ل فيجارد هيجم وذلك في الدقيقة الأخيرة من عمر المباراة، خاض مع ناديه ثلاثة عشر مباراة في الموسم الأول له، وشغل في خط الوسط مكان الكابتن المصاب جيمي ريدناب ولعب أيضاً في مركز الجناح الأيمن ولكن لفترة قصيرة.
كفاح الفريق وعدم اليقين
دفع المدرب هولييه بجيرارد كقائد للفريق ليحل مكان سامي هيبيا وذلك في أكتوبر من العام 2003 بعد ما أعجب هولييه بجيرارد ووجد فيه الكثير من الصفات والمقومات التي تميزه عن غيره والتي تجعله قائداً حقيقياً لليفربول لأربعة مواسم عندما اتخذ التجديد له مع الفريق وأعلان الولاء لجماهير الكوب. تنحى هولييه عن النادي في العام 2003-2004 بعد سؤ النتائج التي لاحقت ليفربول وكان جيرارد مطلوب من قبل تشيلسي والبلوز على استعداد لدفع مبلغ ال 20 مليون جنيه أسترليني من أجل التعاقد معه.

## تحقيق البطولات

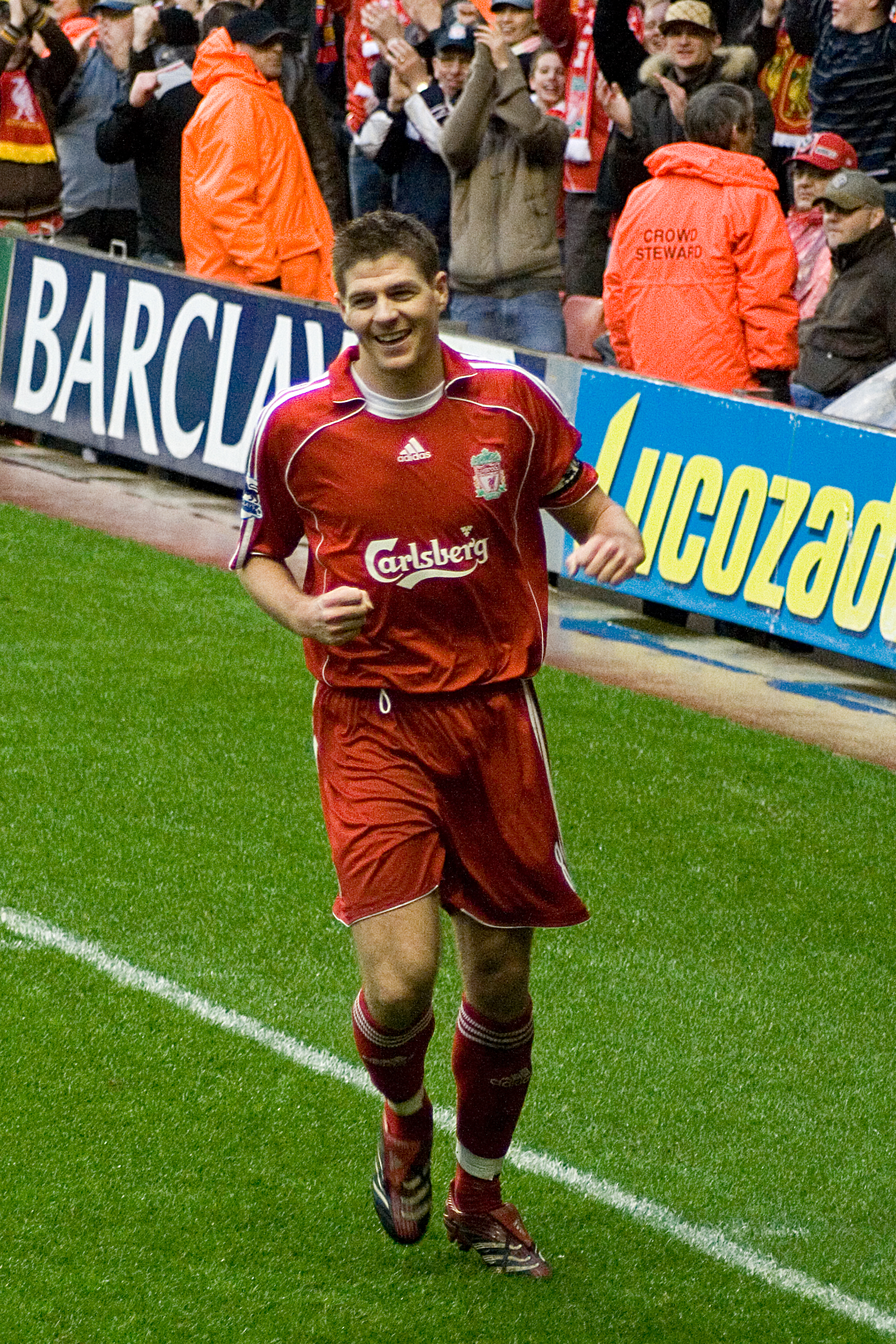
ستيفن جيرارد مع ناي ليفربول 2007

في موسم 2004-2005 أستلم المدرب الأسباني مايكون رونجا حقيبة التدريب من المدرب المقال جيرارد هولييه، ووعد بينيتز بالأتيان للأفضل للفريق الذي غابت عنه بطولة الدوري لأكثر من 20 عاما ووعد بأحداث تغيرات جذرية في النادي فاستقطب اللاعب الأسباني تشابي الونسو من نادي ريال سوسيداد ليكون شريك جيرارد في خط الوسط اللذان شكلا ثنائياً خطيراً في خط وسط ليفربول وأتت ثمار بينيتز، فبعد أكثر من 20 سنة على تحقيق ليفربول لبطولة دوري الأبطال الحلم تحول حقيقة وذلك في مباراة ليفربول وميلان في نهائي دراماتيكي سمي بملحمة أتاتورك بعد أن كان ليفربول متأخرا بثلاثة أهداف للاشيء أستطاع لاعبوا ليفربول بعزيمة قائدهم ستيفن جيرارد من إعادة قلب أحداث المباراة وإدراك التعادل وانتهت المباراة بالضربات الترجيحية ليصبح ليفربول بطلا لأوروبا للمرة الخامسة في تاريخه.
مهارات نادرة
بعد مباراة سلتا فيجو بأيام قلائل لعب جيرارد مباراته الأولى في الدوري الإنجليزي وكانت أمام بلاك بيرن بعد أن حل بديلا للاعب فيجارد هيجم وفي مباراة الإياب أمام سلتا فيجو لعب جيرارد مباراة كاملة للمرة الأولى ومع أن ليفربول لم يتأهل إلا أن جيرارد قدم مستوى كبيرا يظهر حجم الإمكانات والمهارات التي يمتلكها اللاعب. ويجيد جيرارد اللعب في عدة أماكن فتارة نجده في اليمين وأخرى في الشمال وفي مركز المحور وفي مركز قلب الدفاع مما لفت أنظار مدرب المنتخب الإنجليزي كيفان كيجان الذي استدعاه للانضمام لصفوف المنتخب الإنجليزي المشارك في بطولة أمم أوروبا عام 2000.

### مباراة تاريخية
وكان أوّل لقاء دولي يخوضه النجم الإنجليزي ضد المنتخب الأوكراني في 31 مايو2000، ومن المباريات التي لا تزال راسخة في أذهان الجماهير الرياضية مباراة المنتخب الإنجليزي والمنتخب الألماني على ملعب الاستاد الأولمبي في ميونخ والتي انتهت بفوزٍ كاسحٍ للإنجليز بنتيجة 5/1 حيث سجل جيرارد الهدف الثاني في مهرجان الأهداف إثر تسديدة قوية من مسافة 25 ياردة وكان زميله في الفريق ديتمار هامان قد حذَّر المنتخب الألماني من خطورة هذا الفتى الصغير والذي يمتلك إمكانيات هائلة تفوق عمره.
البطولات:

## مسيرته مع ليفربول

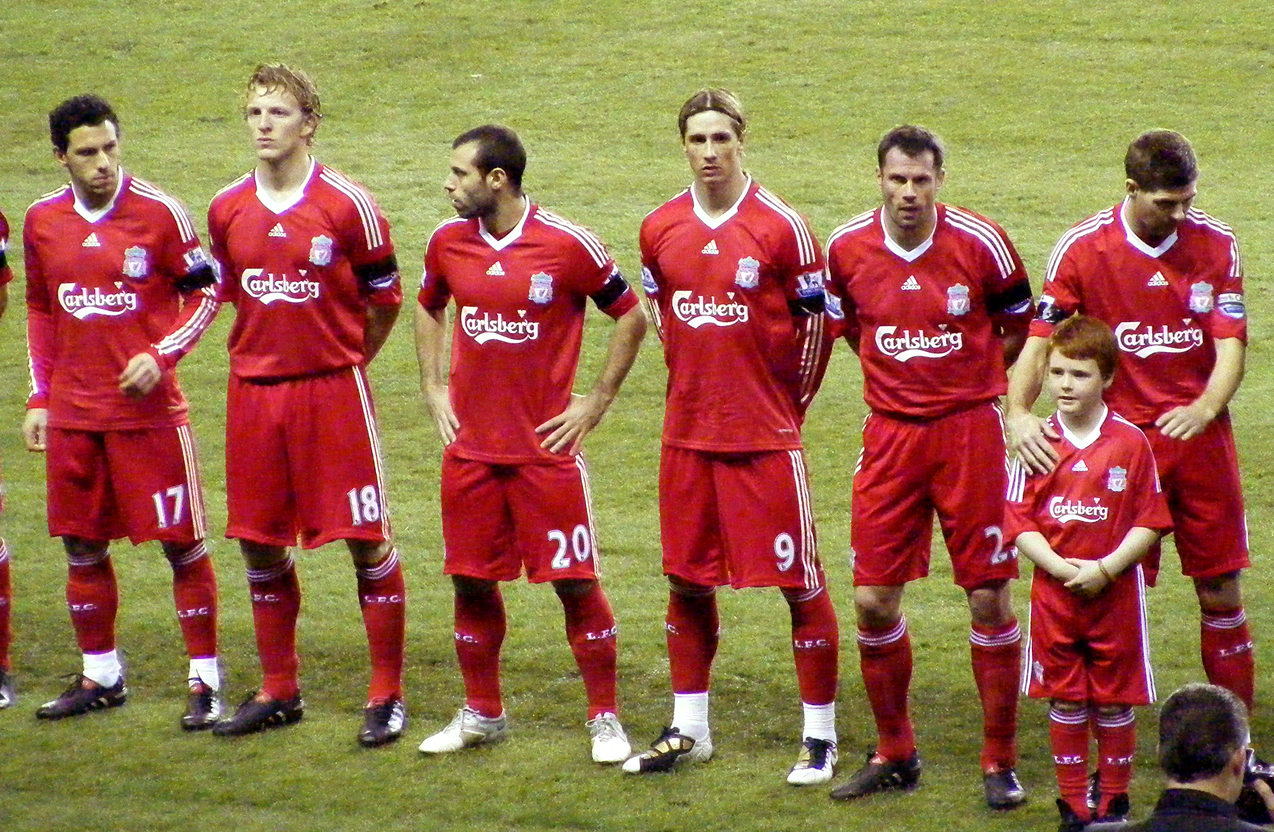
ستيفن جيرارد الذي على اليمين مع نادي ليفربول

يُعتبر موسم 1997-1998 هو الموسم الأوّل له مع الفريق الأوّل ولكنه لم يشارك كلاعب أساسي وكانت انطلاقته الحقيقة في الموسم الذي تلاه، حيث بدأ جيرارد يأخذ مكانته كلاعبٍ أساسي في الفريق وبدأ بتثبيت أقدامه وسط كوكبة هائلة من النجوم المحترفين. كما أنه حقق جائزة أفضل لاعب شاب في العام 2001 في إنجلترا. لعب جيرارد أكثر من 180 مباراة لليفربول وسجل خلالها أكثر من 20 هدفاً كما أنه شارك منتخب بلاده في أكثر من مناسبة وساهم بقوة في تعادل منتخب بلاده أمام المنتخب التركي بنتيجة (0/0) مما أهل المنتخب الإنجليزي ليورو 2004. وقدم جيرارد مباراة كبيرة كان فيها نجم الفريق مع زميله المهاجم واين روني. ولم يكتف جيرارد بالدفاع والقتال بقوة في وسط الملعب بل واصل زحفه نحو المرمى التركي وتوغل داخل منطقة الجزاء وراوغ لاعبين وحصل على ضربة جزاء لمصلحة منتخب بلاده ولكن القائد ديفيد بيكهام أهدر فرصة تسجيلها بعد أن انزلقت قدمه قبل أن يسدد الكرة فوق عارضة المنتخب التركي.
صدمة في تاريخ النجم
لعل أكبر صدمة تعرض لها ستيفن جيرارد كانت خبر غيابه عن بطولة كأس العالم 2002 والتي أقيمت في كوريا واليابان. والخبر جاء من الطبيب الذي أشرف على معاينة الإصابة التي تعرض لها في كاحله في لقاء المنتخب الإنجليزي بنظيره الفنلندي والذي انتهى بنتيجة 2/1 لصالح الإنجليز ضمن فعاليات التصفيات المؤهلة لكأس العالم، وعبر جيرارد عن حزنه الشديد لعدم مشاركته زملاءه في الحدث الأهم على الإطلاق في مسيرة كل لاعب وقال ان الفرصة ما زالت سانحه أمامي للمشاركة في البطولة المقبلة وأتمنى ان يحالفني الحظ بعدم التعرض لأي أصابات تمنعني من لعب كرة القدم.
موقف لن ينساه
في 30 مايو من العام 2000 وفي معسكر المنتخب الإنجليزي قام أحد اللاعبين من زملائه باقتحام غرفة نومه ووضع معجون الأسنان في حذاء جيرارد كمداعبة له بمناسبة ذكرى ميلاده. ويقول جيرارد حاولت اكتشاف من قام بذلك وسألت روبي فاولر إلا انه حلف بأنه لم يفعلها وهو بالتأكيد ليس الفاعل ولم اكتشف ذلك حتى الآن ولكني سعيد بالروح المرحة التي يتمتع بها زملائي في المنتخب.
الحياة الشخصية
تزوج جيرارد من عارضة الأزياء أليكس كوران في مدينة بوكينقامشير في 16 من يونيو 2007، وكان نفس اليوم الذي تزوج به صديقيه الإنجليزيان مايكل كاريك وغاري نيفيل لاعبي نادي مانشستر يونايتد ولجيرارد 3 بنات من زوجته هم: ليلي-إيلا (23 فبراير 2004) وليكسي (9 مايو 2006) وفي 17 مايو 2011 أعلن الزوجان انهما ينتضران مولوداً ثالثاً.وقد ولدت في 1 نوفمبر 2011 وقد سميت المولودة الثالثة باسم لوراديس وهو اسم لمدينة فرنسية دينية كاثلوكية. ويقول البعض ان سبب تسميته بناته الثلاث بحرف اللام هو حبه لناديه ليفربول والذي يبدأ اسمه بهذا الحرف.

## أهدافه الدولية
| #  | التاريخ         | المكان                                        | المشاركة | الخصم               | الهدف | النتيجة | المسابقة                     |
| -- | --------------- | --------------------------------------------- | -------- | ------------------- | ----- | ------- | ---------------------------- |
| 1  | 1 سبتمبر 2001   | الملعب الأولمبي، برلين، ألمانيا               | 6        | ألمانيا             | 2–1   | 5–1     | تصفيات كأس العالم 2002       |
| 2  | 16 أوكتوبر 2002 | ملعب ساينت ماري، ساوثهامبتون، إنجلترا         | 13       | مقدونيا             | 2–2   | 2–2     | تصفيات بطولة أمم أوروبا 2004 |
| 3  | 3 يونيو 2003    | ملعب كينغ باور، ليستر، إنجلترا                | 17       | صربيا والجبل الأسود | 1–0   | 2–1     | ودية                         |
| 4  | 17 يونيو 2004   | ملعب مدينة كويمبرا، كويمبرا، البرتغال         | 26       | سويسرا              | 3–0   | 3–0     | بطولة أمم أوروبا 2004        |
| 5  | 4 سبتمبر 2004   | ملعب إرنست هابل، فيينا، النمسا                | 30       | النمسا              | 2–0   | 2–0     | تصفيات كأس العالم 2006       |
| 6  | 30 مارس 2005    | ملعب ساينت جيمس، نيوكاسل، إنجلترا             | 34       | أذربيجان            | 1–0   | 2–0     | تصفيات كأس العالم 2006       |
| 7  | 30 ماي 2005     | ملعب أولد ترافورد، مانشستر، إنجلترا           | 41       | المجر               | 1–0   | 3–1     | ودية                         |
| 8  | 15 يونيو 2006   | ملعب ماكس مورلوك، نورنبرغ، ألمانيا            | 44       | ترينيداد وتوباغو    | 2–0   | 2–0     | كأس العالم 2006              |
| 9  | 20 يونيو 2006   | ملعب راين إنرجي، كولونيا، ألمانيا             | 45       | السويد              | 2–1   | 2–2     | كأس العالم 2006              |
| 10 | 2 سبتمبر 2006   | ملعب أولد ترافورد، مانشستر، إنجلترا           | 49       | أندورا              | 2–0   | 5–0     | تصفيات بطولة أمم أوروبا 2008 |
| 11 | 28 مارس 2007    | ملعب لويس كومبانيس الأولمبي، برشلونة، إسبانيا | 55       | أندورا              | 1–0   | 3–0     | تصفيات بطولة أمم أوروبا 2008 |
| 12 | 28 مارس 2007    | ملعب لويس كومبانيس الأولمبي، برشلونة، إسبانيا | 55       | أندورا              | 2–0   | 3–0     | تصفيات بطولة أمم أوروبا 2008 |
| 13 | 28 ماي 2008     | ملعب ويمبلي، لندن، إنجلترا                    | 66       | الولايات المتحدة    | 2–0   | 2–0     | ودية                         |
| 14 | 15 أوكتوبر 2008 | ملعب داينامو، مينسك، بيلاروس                  | 70       | بيلاروس             | 1–0   | 3–1     | تصفيات كأس العالم 2010       |
| 15 | 9 سبتمبر 2009   | ملعب ويمبلي، لندن، إنجلترا                    | 76       | كرواتيا             | 2–0   | 5–1     | تصفيات كأس العالم 2010       |
| 16 | 9 سبتمبر 2009   | ملعب ويمبلي، لندن، إنجلترا                    | 76       | كرواتيا             | 4–0   | 5–1     | تصفيات كأس العالم 2010       |
| 17 | 12 يونيو 2010   | ملعب رويال بافوكينغ، راستينبورج، جنوب أفريقيا | 81       | الولايات المتحدة    | 1–0   | 1–1     | كأس العالم 2010              |
| 18 | 11 أغسطس 2010   | ملعب ويمبلي، لندن، إنجلترا                    | 85       | المجر               | 1–1   | 2–1     | ودية                         |
| 19 | 11 أغسطس 2010   | ملعب ويمبلي، لندن، إنجلترا                    | 85       | المجر               | 2–1   | 2–1     | ودية                         |
| 20 | 6 سبتمبر 2013   | ملعب ويمبلي، لندن، إنجلترا                    | 104      | مولدوفا             | 1–0   | 4–0     | تصفيات كأس العالم 2014       |
| 21 | 15 أوكتوبر 2013 | ملعب ويمبلي، لندن، إنجلترا                    | 107      | بولندا              | 2–0   | 2–0     | تصفيات كأس العالم 2014       |

## روابط خارجية
- ستيفن جيرارد على موقع الاتحاد الدولي (مؤرشف)  (الإنجليزية)
- ستيفن جيرارد على موقع الاتحاد الأوربي (الإنجليزية)
- ستيفن جيرارد على موقع الدوري الأمريكي (الإنجليزية)
- ستيفن جيرارد على موقع إي إس بي إن إف سي (الإنجليزية)
- ستيفن جيرارد على موقع قاعدة بيانات كرة القدم.إي يو (الإنجليزية)
- ستيفن جيرارد على موقع ليكيب (الفرنسية)
- ستيفن جيرارد على موقع ناشيونال فوتبول تيمز (الإنجليزية)
- ستيفن جيرارد على موقع Soccerbase.com (لاعب) (الإنجليزية)
- ستيفن جيرارد على موقع Soccerway.com (الإنجليزية)
- ستيفن جيرارد على موقع عالم كرة القدم.نت (الإنجليزية)